# Сабз (озеро)
Сабз (перс. دریاچه سبز‎ 'Дерьячейе-Сабз' «Зелёное озеро», или перс. چشمه سبز‎ 'Чешмейе-Сабз' «Зелёный источник»; на местном диалекте название озера звучит как Чешмейе-Савз) — озеро в провинции Хорасан-Резави на северо-востоке Ирана, около 25 км к востоку от Нишапура и 40 км к западу от Мешхеда. Озеро имеет площадь 38,4 га и объём 6 млн м³, но приведённые величины могут значительно колебаться в зависимости от времени года. Водой его наполняют два больших и несколько малых горных притоков и источников. Через него в восточном направлении протекает река Руд-е-Гольмакан. Сабз, располагаясь на 2259 м выше уровня моря и имея глубину 31 м, представляет собою одно из самых высоких и самых глубоких озёр в Иране. Исторически он достаточно хорошо описан, лучше других иранских озёр, и с ним связываются многочисленные легенды.

## География
Сабз расположен на северо-восточных склонах нагорья Биналуд и у котловине одной из долин, которые отвесно по отношению к горной цепи простираются с северо-востока на юго-запад. Котловина озера разделяет те же самые геологические характеристики, что и относительно гомогенная горная зона на высоте 1600 м над уровнем морем, и относится к палеозойскому и мезозойскому периодам. Сабз имеет облик буквы «Y», его восточная часть простирается в соответствующей долине, а западная часть образует развилку к долинам двух главных притоков. Во время высокого уровня воды озеро простирается в длину на 800 м, а в ширину — на 600 м, а его поверхность составляет 0,384 км². Литоральный пояс изменяется от очень небольшого наклона около устья двух притоков, до 20-30 % в северных и восточных склонах и 50 % в северо-западной и юго-западной части. Приблизительно полкилометра к северу от Сабза на высоте более 40 км находится маленькое озеро (около 1500 кв. м.) похожих геоморфологических характеристик.
Несмотря на достаточно небольшую величину и географическую изолированность, озеро упоминается в древней зороастрийской литературе, работах ирано-исламских географов и в путевых заметках нового времени. В 12-й главе Бундахишна, зороастрийского раннесредневекового сборника, написанного на пехлеви (среднеперсидском), описано 9 озёр, среди которых есть и Собар. Его Д. Моншизаде отождествляет с Сабзом. Приведенные тексты относят месторасположение озера к сасанидской области Абаршахер. Однако Собар относится к небольшой группе 4-х озёр, для которых нет эквивалента в старой части Авесты. Шах-Наме Фирдоуси (XI в.) упоминает источник Сав возле озера Шахд на крайнем востоке сатрапии Гиркания, из которой вынырнул конь и копытом усмертил сасанидского правителя Йездигерда I (правил: 399—420 гг.). Приведённое озеро и источник из традиционных преданий чаще всего отождествляются с Сабзом. Например, в «Нузхату-ль-Кулюб» Мустауфи, написанном в 1340 г. А другие авторы, например каджарский историк Сани-уд-Дауля (19 век), идентифицируют его с Чешме-Гилясом, располагающимся около одноимённой горы (Кух-е Чешме Гиляс) на противоположной стороне реки Кашаф.
Другие легенды из Нузхату-ль-Кулюба, связанные с Сабзом — то, что оно якобы обладает неизмеримой глубиной, что нельзя выпустить стрелу через озеро, а также что есть грот около Кух-е Гульшана, который создает сильный ветер.
Мустауфи, игнорируя эти легенды, достоверно описывает облик озера, его два западных притока и восточную реку, которую называет Буштаканом. Он назвал и ряд других водотоков, которые сегодня очень тяжело идентифицировать. Хотя топографически озеро тяготеет к Мешхеду, средневековые географы Сабз относят к округам Нишапура. Мукаддаси и Якут упоминают, что кроме реки Буштакан (или Буштанкан) существовал и одноимённый населённый пункт в рамках округа Мазула, известный по роскошным садам из сефевидского периода. Об историческом значению озера свидетельствуют и археологические останки крепости, расположенные на верху холма, который располагается на 70 км к северу от озера. Сабз верно описывают и европейские путешественники, вроде британских дипломатов П. М. Сайкса и С. Е. Яте. Последний в конце 1890-х гг. тщательно исследовал долины Биналуда, пишучи о его флоре и фауне. Через долины нагорья проходили караванные пути между Нишапуром и Мешхедом, а использовали их торговцы и шииты-паломники, которые посещали этот город. В конце весны окрестности Сабза и северо-восточные отроги Биналуда были полны туркменских черных палаток, а другую сторону нагорья занимали белуджи.

## Флора и фауна
Флора и фауна Сабза обусловлены средиземным климатом, большою высотой над уровнем моря и постоянным обилием питьевой воды. Среди растений возле озера есть дикая роза, а плодородные долины вокруг него обилуют большими ивами. Среди млекопитающих преобладают вепри и дикие овцы, а среди птиц — фазаны. Озеро обилует и рыбою, главным образом — видами из семейства карповых. Поэтому оно привлекает рыболовов.